# IAI Westwind
Pour les articles homonymes, voir Aero Commander.
Dimensions
L'Israel Aircraft Industries (IAI) Westwind (aussi connu sous le nom de Aero Commander Jet Commander) est un avion d'affaires biréacteur conçu aux États-Unis mais produit durant une vingtaine d'années en Israël. Aménagé de façon standard pour le transport de 7 passagers (plus deux pilotes), il se transforme rapidement en cargo léger. 

## Développement
Dès 1954 le bureau d’études Aero Design & Engineering envisagea la faisabilité d’un avion d’affaires à réaction. Mais il fallut attendre 1960, année de sortie du petit réacteur General Electric CJ-610 pour qu’il devienne possible de réaliser un avion d’affaires à réaction utilisant les mêmes aéroports que l’Aero Commander. En octobre 1960 Aero Design and Engineering Co devient Aero Commander Inc, une filiale de Rockwell Standard, et la capacité financière du groupe Rockwell permit à Ted R. Smith (en) de développer un programme ambitieux, le Model 1121 Jet Commander, officiellement annoncé en mai 1961. 
Le premier prototype prit l'air le 2 janvier 1963. Le fuselage était celui du Model 680FLP Pressurized Grand Commander, avec des hublots plus petits en raison d’un taux de pressurisation plus élevé nécessaire pour voler à plus haute altitude, mais la voilure est entièrement nouvelle, médiane et relativement courte, située en arrière de la cabine. Les passagers jouissaient donc d’une excellente vue vers le bas et d’un fuselage spacieux, compensant quelque peu une autonomie sensiblement inférieure à celle de la plupart des concurrents.
Le premier avion de série prit l’air le 5 octobre 1964, la certification définitive étant obtenue le 4 novembre suivant et les livraisons débutèrent en 1965. Trois versions de série furent produites:
- Aero Commander 1121A Jet Commander.
- Aero Commander 1121B Jet Commander.
- Aero Commander 1122 Commodore.

## Le transfert enIsraël
En butte à des problèmes d’investissement (Aero Commander Inc devait mettre simultanément sur le marché deux nouveaux avions, le Jet Commander et le Turbo Commander) et faute de soutien des banques, Aero Commander Inc devint en 1965 la Division Aero Commander de Rockwell Standard Corp. Mais cette opération allait avoir des effets pervers dont le Jet Commander fut le premier à faire les frais. L'absorption réussie d’Aero Commander et de ses productions les plus récentes incita le groupe Rockwell à racheter North American Aviation. Or le Jet Commander et le North American Sabreliner étaient des appareils concurrents et totalisaient à eux deux pratiquement la moitié des ventes de jets d’affaires. En vertu de la législation contre les monopoles le gouvernement américain ne pouvait accepter la fusion sans qu’un des deux appareils ne soit cédé. L’USAF avait déjà acheté un certain nombre de T-39 Sabreliner et insista pour que celui-ci soit conservé afin de préserver un investissement relativement lourd. North American ne produisant que des avions militaires, perdre les contrats de l’USAF aurait été plus grave que d’abandonner le marché des jets d’affaires. North American Aviation et Rockwell International fusionnent donc en 1967 pour former North American Rockwell, et le programme Jet Commander, l’outillage et 49 cellules en cours de production furent cédées en 1968 à Israel Aircraft Industries. 
IAI n’avait encore travaillé que pour les besoins de défense d’Israël, mais voyait dans le programme Jet Commander une occasion de s’implanter sur le marché civil et de récolter des devises avec un appareil destiné essentiellement à être exporté. La production débuta en 1969, IAI produisant initialement des IAI 1121 Commodore Jet. Au total 150 appareils furent produits par Rockwell et IAI, dont un brièvement utilisé par le Heyl Ha'Avir en 1971.

## Nouveaux modèles

### IAI 1123 Westwind
En septembre 1970 IAI faisait voler un prototype qui ne se distinguait que par l’apparition de réservoirs en bout d’aile pour améliorer l’autonomie et un fuselage allongé pour embarquer jusqu’à 10 passagers. 36 exemplaires ont été construits, dont un livré à la Fuerza Aerea Hondurena en 1976 et utilisé jusqu’en 1992. 2 autres ont été utilisés par l’aviation militaire israélienne entre 1973 et 1998 et 2 par l’Ouganda entre 1971 et 1976.

### IAI 1124 Westwind I
Nouvelle évolution de l’appareil de base, remotorisé avec des Garrett TFE731 qui faisaient gagner 10 % de distance franchissable tout en réduisant les distances de roulage au décollage. Les premiers appareils furent livrés au cours de l'été 1976 et la désignation Westwind I fut adoptée en 1981 par référence au Westwind II. Un exemplaire fut acheté par le Honduras en 1981. Affecté au transport VIP, il était toujours stationné à Tegucigalpa en 2001 [HR-PHO, c/n 333].

### IAI 1124N Sea Scan
En 1976, après une attaque terroriste de l’Hôtel Savoy, à Tel Aviv, l’aviation militaire israélienne adopta cet appareil comme avion de reconnaissance maritime, avec un radar Litton APS-504 dans la pointe avant du fuselage. Rebaptisés Shachaf par le Heyl Ha'Avir, 3 exemplaires furent livrés en 1977 au 195 Tayeset de Lod. Le projet de remplacement de ces appareils par des Beech 200 n’ayant pas été accepté, ils ont fait l’objet d’un chantier de modernisation en 2001. Un appareil a également été livré à la Marine chilienne en 1986 et réformé en 1988.

### IAI 1124A  Westwind II
Évolution aérodynamique du précédent : voilure modifiée et dotée de winglets, mais aussi nombreux changements dans les aménagements intérieurs. Les premiers appareils furent livrés en mai 1980. La production du Westwind cessa en 1987 au profit du IAI 1125 Astra, 244 IAI 1124 Westwind étant sortis d’usine.